# Centro Histórico de Manaus
O Centro Histórico de Manaus, também conhecido como Centro de Manaus, é a região mais antiga e um bairro do município brasileiro de Manaus, capital do estado do Amazonas. Localizado na Zona Sul, é o vigésimo mais populoso, entre os 63 bairros oficiais da cidade, com uma população de 39 228 habitantes, de acordo com estimativas da Secretaria de Desenvolvimento Econômico, Ciência, Tecnologia e Inovação do Amazonas (SEDECTI).

## Origens e evolução
As origens do bairro se prendem à fundação da cidade. Abriga um grande número de prédios históricos, como a Alfândega, o Teatro Amazonas, a Igreja Nossa Senhora dos Remédios, o Instituto de Educação do Amazonas (IEA), o Colégio Amazonense Dom Pedro II, o Palacete Provincial, a Catedral Metropolitana, a Igreja São Sebastião, o Teatro da Instalação, a Academia Amazonense de Letras, a Estação Hidroviária do Amazonas, o Mercado Municipal de Manaus (Mercadão), o Palácio da Justiça, o Palácio Rio Branco, o Museu Amazônico, o Palácio Rio Negro, o Paço da Liberdade e a Biblioteca Pública.
Também é o bairro com o maior número de museus e praças da cidade, com destaque para a Praça XV de Novembro (Praça da Matriz), Praça Antônio Bittencourt (Praça do Congresso), Praça 5 de Setembro (Praça da Saudade), Largo São Sebastião, Praça Heliodoro Balbi (da Polícia) e Praça Dom Pedro II. É uma das regiões com maior valor de IPTU na cidade.